# Literatura y revolución

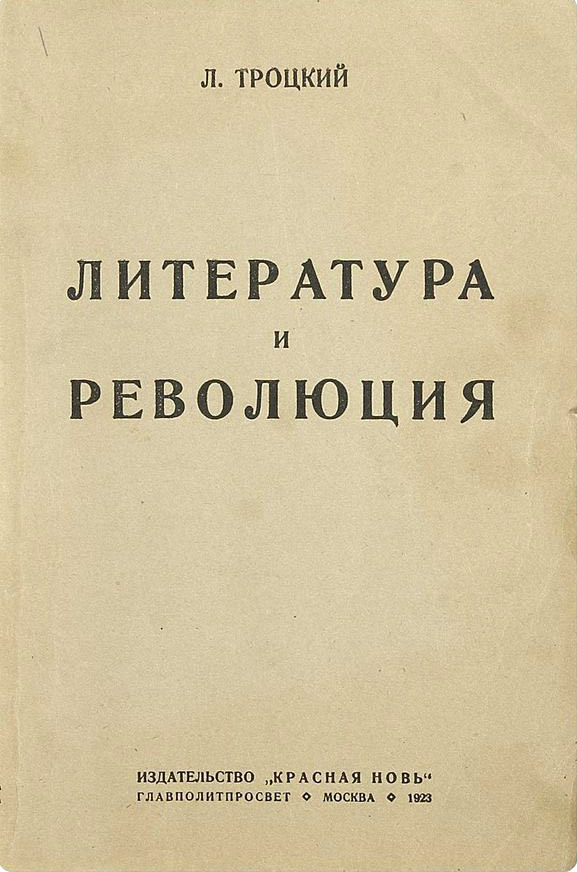
Portada del libro "Literatura y revolución", León Trotsky, Ryska, 1923.

Literatura y revolución es un libro de 1924 escrito por León Trotsky. Al discutir varias tendencias literarias presentes en la Rusia entre las revoluciones de 1905 y 1917, Trostky analiza las fuerzas concretas en la sociedad de su tiempo. En el libro, Trotsky explica que desde el ocaso de la civilización el arte ha llevado siempre las señas de la clase dominante y era primariamente un vehículo que expresaba sus gustos y su sensibilidad. Sin embargo, Trotsky procede a argumentar contra la aparentemente obvia conclusión que después de una revolución proletaria, el proletariado como clase dominante debería luchar por crear un arte propio.
El 31 de enero de 1924 se legitima con la constitución soviética la unión de la RSFS de Rusia, la RSS de Ucrania, la RSS de Bielorrusia y la RFSS de Transcaucasia de 1922, formando la Unión Soviética.

## Contenido
- El arte anterior a la revolución.
- Los compañeros de viaje literarios de la revolución
- Aleksandr Blok.
- El futurismo.
- La escuela poética formalista y el marxismo.
- La cultura proletaria y el arte proletario.
- La política del Partido en arte.
- Arte revolucionario y arte socialista.

### Futurismo ruso
El futurismo ruso surge como movimiento poético previo a la Revolución Rusa, por lo tanto, la Revolución los toma por sorpresa, llena sus expectativas de cambio cultural radical, pero sus demandas no son las mismas que las de la Revolución. Al no surgir con esta, el futurismo se queda anclado en la bohemia burguesa de la que surge. En esto se diferencia la Revolución y la vanguardia: mientras que los revolucionarios recuperan la tradición (Hegel, Marx), los vanguardistas pretenden romper completamente con su pasado:
[S]ólo tiene sentido [la ruptura futurista] en la medida en que los futuristas están ocupados en cortar el cordón umbilical que les une a los pontífices de la tradición literaria burguesa.
Pero este llamamiento se convierte en un absurdo evidente tan pronto como se dirige al proletariado. La clase obrera no tiene ni puede tener que romper con la tradición literaria, porque esa clase no se halla en modo alguno encerrada en el abrazo de tal tradición.
Esta será posteriormente una de las diferencias que separe el arte estalinista y el truncado proyecto de la vanguardia. La recuperación de la tradición constituirá un elemento importante del realismo socialista, mientras que para la vanguardia cualquier tipo de arte anterior merecía un completo rechazo. 
Los futuristas, además, actúan en el presente como utopistas, respecto a un futuro sin anclaje en el presente, esto es, sin tomar en consideración las condiciones actuales. 
Recuerdan a los anarquistas que, anticipando la ausencia de gobierno en el futuro, oponen sus esquemas a la política, a los parlamentos y a muchas otras realidades que el presente estado de cosas debe, evidentemente, en su imaginación, arrojar por la borda. En la práctica, meten sus narices en el lodo cuando aún no acaban de sacar todavía su trasero.
Otra de las razones por las que se mantiene atado a la burguesía (y que determina la incomprensión del proletariado) es su individualismo, su subjetivismo, el futurista hace poesía sólo para sí mismo. Acerca de la poesía de Vladímir Mayakovski comenta Trotsky:
La universalización de su propio ego borra en cierta medida los límites de la personalidad y lleva al hombre más cerca de la colectividad, que es su extremo opuesto. Pero sólo es cierto hasta un punto. La arrogancia individualista y bohemia que se opone no a una humildad que nadie pide, sino al tacto y al sentido de la medida indispensables, corre a través de cuanto Mayakovski ha escrito.
Son individualistas también por pensar que la nueva técnica será determinada por ellos mismos y no por la disponibilidad económica de los materiales como ocurría en la arquitectura. Trotski indica que en la modernidad el aparato telefónico sirve a un nuevo tipo de subjetividad, de objetivo social, y, por tanto, es un estilo nuevo. Los escritores futuristas pretenden determinar el objetivo y los estilos (o técnicas de producción estéticas), es decir, quieren crear objetos para quienes no los necesitan o no saben ni pueden usarlos ni consumirlos. Un arte materialista tendría que tomar en cuenta los nuevos objetivos y los nuevos estilos que puede crear en la interacción recíproca de ambos. 
Así, su idealismo se presenta en tres formas (a) como la prefiguración de un futuro al conducir la praxis política de acuerdo a su cumplimiento futuro, (b) como un estilo de escritura que presupone la libre disponibilidad de la forma para ser sujeta a la voluntad del artista y (c) como una subjetividad, un ego poético que privilegia su afirmación a la formación de una colectividad. 
Trotski opone a este idealismo una forma de materialismo que no se queda en la rigidez especular de la copia. El arte tiene la posibilidad de modelar la vida, sin embargo, bajo las condiciones que impone la situación de producción artística:
Se nos dice que el arte no es un espejo, sino un martillo, que no refleja, sino que modela. Pero también hoy se enseña el manejo del martillo con la ayuda de un espejo, de una película sensible que registra todos los elementos del movimiento. [...]

Porque para que el arte sea capaz de transformar al tiempo que refleja es preciso que el artista tome distancia respecto a la vida cotidiana, de igual forma que las toma el revolucionario respecto a la vida política.